# Acorn Archimedes
Acorn Archimedes — серия компьютеров общего назначения производства компании Acorn Computers, построенных на 32-разрядных 
микропроцессорах архитектуры RISC собственной разработки.

## История
Первые модели, серия 300 и серия 400, были выпущены в июне 1987 года. Обе серии поставлялись с операционной системой Arthur, языком программирования BBC BASIC и эмулятором машины BBC Micro. Все модели имели 8-битный стерео звук и могли показывать на экране 256 цветов. Первые модели, A305, A310, A410 и A440, отличались объёмом памяти. За этими моделями последовал ряд других, с незначительными изменениями и улучшениями. Модель 540 появилась в сентябре 1990 года и имела ускоренный SCSI.
Была начата работа над операционной системой на замену Arthur. Первоначально она называлась Arthur 2, но затем была переименована в RISC OS 2.00. Новые компьютеры поставлялись уже с этой системой, для предшествующих моделей с ОС Arthur появилась возможность платного апгрейда на RISC OS, который выполнялся заменой микросхемы ПЗУ. В мае 1989 года на замену серии 300 был выпущен новый Acorn A3000 (серия 400 по-прежнему выпускалась).
A3000 использовала процессор ARM2 с тактовой частотой 8 МГц и имела 1 МБ ОЗУ. Эта модель поставлялась в виде моноблока, системный блок был объединён с клавиатурой. Такой подход позволял сэкономить место на рабочем столе, но возникла проблема с монитором Acorn, его теперь невозможно было подключить к новой модели без специального переходника: в новой модели был только один внутренний слот расширения, который отличался от слота предыдущей модели, хотя и был очень похож электрически.
В 1991 году был начат выпуск модели A5000, с новым ARM3 на частоте 25 МГц, 2 или 4 МБ ОЗУ и 40 или 80 МБ жёстким диском, в более удобном горизонтальном корпусе высотой 2U (430 x 340 x 100 мм). Графика была улучшена, разрешение экрана увеличилось до 800x600. Это была первая модель в серии Archimedes, в которой стандартным флоппи-дисководом стал High Density. Дисковод поддерживал чтение множества форматов, включая диски DOS и Atari. В последующих выпусках модели A5000 частота процессора увеличилась до 33 МГц, память до 8 МБ, ставился жёсткий диск на 120 МБ. A5000 работала под управлением RISC OS 3.

## Список моделей
| Модель                 |  | Дата выпуска  | Ядро          |
| ---------------------- |  | ------------- | ------------- |
| BBC Archimedes 305     |  | июль 1987     | ARM2          |
| BBC Archimedes 310     |  | июль 1987     | ARM2          |
| BBC Archimedes 310M    |  | июль 1987     | ARM2          |
| Acorn Archimedes 410   |  | июль 1987     | ARM2          |
| Acorn Archimedes 440   |  | июль 1987     | ARM2          |
| BBC A3000              |  | май 1989      | ARM2          |
| Acorn Archimedes 410/1 |  | июнь 1989     | ARM2          |
| Acorn Archimedes 420/1 |  | июнь 1989     | ARM2          |
| Acorn Archimedes 440/1 |  | июнь 1989     | ARM2          |
| Acorn R140             |  | июнь 1989     | ARM2          |
| Acorn Archimedes 540/1 |  | июнь 1990     | ARM3          |
| Acorn R225             |  | июнь 1990     | ARM3          |
| Acorn R260             |  | июнь 1990     | ARM3          |
| Acorn A5000            |  | сентябрь 1991 | ARM3          |
| Acorn A4               |  | июнь 1992     | ARM3          |
| Acorn A3010            |  | сентябрь 1992 | ARM2 / ARM250 |
| Acorn A3020            |  | сентябрь 1992 | ARM250        |
| Acorn A4000            |  | сентябрь 1992 | ARM250        |